# Магерамов Мелик Мелик-огли
Мелик Мелик-огли Магерамов (нар. 29 серпня 1920 — 16 липня 2004) — радянський військовик, Герой Радянського Союзу (1944), учасник німецько-радянської війни.

## Біографія
Народився 29 серпня 1920 року в селі Бічагчі (зараз Зердабський район Азербайджану) у селянській родині. Азербайджанець. Навчався в Бакинському технікумі народно-господарського обліку.
У Червоній Армії з 1939 року. Закінчив Центральну школу зв'язку РСЧА в 1940 році, пізніше Владимирське військове піхотне училище в 1942 році.
На фронтах у німецько-радянської війни з червня 1941 року.
Командир роти 218-го гвардійського стрілецького полку (77-ма гвардійська стрілецька дивізія, 61-ша армія, Центральний фронт) гвардії лейтенант Магерамов особливо відзначився у ніч на 27 вересня 1943 року. Тоді, на підручних засобах, він разом із своїм підрозділом подолав Дніпро в районі села Неданчичі (Ріпкинський район Чернігівської області). Рота Магерамова несподівано увірвалась у траншеї противника, оволоділа плацдармом і успішно відбила кілька ворожих контратак.
Після війни продовжував службу в армії.
В 1954 році закінчив Військову академію імені Фрунзе.
З 1973 року полковник Магерамов у запасі. Жив у Баку. Працював в Азербайджанському державному університеті. Помер 16 липня 2004 року.

## Звання та нагороди
15 січня 1944 року Магерамову Мелик Мелик огли присвоєно звання Героя Радянського Союзу.
Також нагороджений:
- орденом Леніна
- орденом Червоного Прапора
- орденом Кутузова ІІІ ступеня
- 2-а орденами Вітчизняної війни І ступеня
- орденом Червоної Зірки